# 布拉西达斯
布拉西达斯（？—前422年），伯羅奔尼撒战争中斯巴达统帅。公元前431年，他使迈索尼免受雅典人进攻，并于公元前425年参加皮洛斯战役。从公元前422年起，他在色雷斯作战，占领了雅典人控制下的城池，其中包括安菲波利斯与托罗尼，但双方均有将领（斯巴達的布拉西达斯和雅典的克里昂）均在安菲波利斯城外阵亡。